# Garrett Clayton
Garrett Clayton (Dearborn, 19 marzo 1991) è un attore, cantante e ballerino statunitense.

## Biografia
Nel dicembre 2012 è apparso nel film Holiday Spin, con Ralph Macchio.
Ha interpretato nel 2013 la parte di Tanner nel Musical della Disney Teen Beach Movie, diretto da Jeffrey Hornaday. I coprotagonisti sono stati Ross Lynch, Maia Mitchell e Grace Phipps.
È apparso anche in Days of Our Lives e Shake It Up.
Nel 2016 interpreta il ruolo del giovane porno star gay Sean Paul Lockhart, nel film biografico King Cobra.
Nel 2018, mentre ha spiegato la sua scelta di recitare in Reach, ha fatto coming out come omosessuale in un post sui social network. Ha anche rivelato di intrattenere una relazione con Blake Knight dal febbraio 2011 e la coppia si è sposata nel settembre 2021.

## Filmografia parziale

### Cinema
- The Tower, regia di Dan Falzone e Dan McGowan (2008)
- Magic Mentah, regia di John Higbie (2009)
- Virginia, regia di Dustin Lance Black (2010)
- Love, Gloria, regia di Nick Scown (2011)
- The Oogieloves in the Big Balloon Adventure, regia di Matthew Diamond (2012)
- King Cobra, regia di Justin Kelly (2016)
- Don't Hang Up, regia di Damien Macé e Alexis Wajsbrot (2016)
- Welcome to Willits, regia di Trevor Ryan (2016)
- Vite parallele (Between Worlds), regia di Maria Pulera (2018)
- Peel - Famiglia cercasi (Peel), regia di Rafael Monserrate (2019)

### Televisione
- Il tempo della nostra vita (Days of Our Lives) – soap opera, 1 puntata (2010)
- A tutto ritmo (Shake It Up) – serie TV, episodio 1x07 (2010)
- The Client List - Clienti speciali (The Client List) – serie TV, episodio 2x14 (2013)
- Teen Beach Movie, regia di Jeffrey Hornaday – film TV (2013)
- Jessie – serie TV, episodio 3x04 (2013)
- The Fosters – serie TV, 5 episodi (2014; 2016)
- Teen Beach 2, regia di Jeffrey Hornaday – film TV (2015)
- Hairspray Live!, regia di Kenny Leon e Alex Rudzinski – film TV (2016)